# Koji Miyata
Pour les articles homonymes, voir Miyata.
Koji Miyata (宮田 孝治, Miyata Koji, né le 15 janvier 1923) est un footballeur japonais.